# جهان سوم
جهان سوم اصطلاحی است که در دهه‌های ۱۹۵۰ و ۱۹۶۰ رواج یافت و مقصود از آن مجموعهٔ کشورهای تازه استقلال یافتهٔ قاره‌های آسیا و آفریقا و همچنین مجموعهٔ کشورهایی است که نه از شمار کشورهای توسعه‌یافتهٔ سرمایه‌داری به‌شمار می‌آیند نه از شمار کشورهای توسعه‌یافتهٔ کمونیست. دراین معنی کشورهایی مانند چین، کرهٔ شمالی و ویتنام و کامبوج نیز، اگرچه رژیم کمونیست دارند، در مجموعهٔ جهان سوم می‌گنجند. عنوان‌های همردیف این اصطلاح برای این کشورها، کشورهای «توسعه نیافته»، «کم توسعه» یا «رو به توسعه» است. مفهوم جهان سوم بیشینهٔ کشورهای امریکای لاتین و کشورهای آسیایی و آفریقایی را در برمی‌گیرد. بیشتر این کشورها پیشینهٔ استعمارزدگی دارند (تک استعمار) و از امپریالیسم نفرت دارند و گرفتار فقر و انفجار جمعیت‌اند و در سازمان ملل بیش از دو سوم کشورهای عضو را تشکیل می‌دهند.
در دهه‌های ۱۹۵۰ و ۱۹۶۰ یک جنبش سیاسی بین‌المللی در این کشورها برای کسب هویت خاص سیاسی و اخلاقی در برابر دو «بلوک شرق» و «بلوک غرب» پدید آمد که رهبران برجستهٔ آن جواهر لعل نهرو از هند، ناصر از مصر، سوکارنو از اندونزی و تیتو (نک تیتوئیسم) از یوگسلاوی بودند. «کنفرانس باندونگ» و «کنفرانس بلگراد» اجتماعی از رهبران بیشینهٔ اینگونه کشورها بود که با نام «غیرمتعهد» در پی کسب هویت تازهٔ بین‌المللی بودند و حتی برخی امید بسته بودند که از میان این کشورها بلوک سومی یا «نیروی سوم»ی در برابر بلوک‌های شرق و غرب به وجود آید، اما ضعف بنیهٔ اقتصادی و بحران‌های سیاسی داخلی این کشورها ناگزیر آن‌ها را به سوی یکی از دو بلوک شرق و غرب کشاند و اگرچه بسیاری از «کشورهای غیرمتعهد» همچنان به سیاست «عدم تعهد» ادامه می‌دهند، اما در عمل، از نظر ایدئولوژیک و سیاسی و اقتصادی، به یکی از دو بلوک گرایش دارند و درین میان سهم کشورهای گراینده به شوروی و کمک گیرنده از آن – به علت ترس و نفرتی که اغلب این کشورها از پیشینهٔ استعماری و امپریالیستی غرب دارند رفته–رفته بیشتر می‌شود. در این اواخر، برخی نویسندگان غربی تقسیم‌بندی تازه‌ای کرده‌اند و کشورهای روبه توسعهٔ دارای منابع طبیعی غنی، مانند کشورهای نفت خیز خاورمیانه را «جهان چهارم» نامیده‌اند.
چینی‌ها با پذیرش نظریهٔ «سه جهان» به این اصطلاح برد و بعد تازه‌ای داده‌اند. به نظر آنان جهان انقلابی حقیقی و ضد امپریالیست «جهان سوم» است که در برابر دو اردوی امپریالیسم و «سوسیال امپریالیسم» قرار می‌گیرد و مورد تهدید و استثمار آن‌هاست؛ ولی شوروی‌ها و کمونیستهای هوادار آن‌ها تنها به «دو اردوگاه»، یکی «اردوگاه امپریالیسم و سرمایه‌داری» و دیگری «اردوگاه سوسیالیسم و ضد امپریالیسم» باور دارند 
سه بخش جهان در دوران جنگ سرد: رنگ آبی: جهان اول، رنگ قرمز: جهان دوم، رنگ سبز: جهان سوم]]

## پیشینه
جهان سوم و پایگاه سوم تعابیری بودند که در سال‌های ۱۹۴۷ تا ۱۹۴۹ در فرانسه رایج شدند. پیتر ورسی در آوریل ۱۹۴۹ به استفاده کلود بورده از این اصطلاح اشاره کرده‌است. اما ژوزف لاو معتقد است ریشه این واژه را باید در اصطلاح موقعیت سوم (به اسپانیایی: Dritte-position) جست. کلمه‌ای که خوان پرون آن را در ۱۹۴۹ به کار برد. ژوزف لاو کاربرد عام جهان سوم را نیز مربوط به دوران پس از کنفرانس باندونگ ۱۹۵۵ می‌داند.
کاربرد امروزین این واژه به احد محبوبی؛ جمعیت نگار و تاریخ‌دان ایرانی نسبت داده می‌شود که در ۱۴ اوت ۱۹۵۲ در مقاله‌ای در مجله ابزرواتور از این واژه برای نامگذاری کشورهای توسعه‌نیافته و در حال توسعه‌ای که خارج از دو بلوک قدرت قرار داشتند، استفاده کرد.
پس از جنگ جهانی دوم و آغاز جنگ سرد جهان به دو بلوک یا دو جهان شرق و غرب تقسیم شد. کشورهای دیگر که غالباً توسعه نیافته بودند و در قالب هیچ‌کدام از این دو جهان نمی‌گنجیدند به جهان سوم معروف شدند. برخی از این کشورها چون خود را به هیچ‌کدام از دو بلوک متعهد نمی‌دانستند نام کشورهای غیرمتعهد را بر خود نهادند. در محفل‌های علمی بیشتر از اصطلاحات کشورهای جنوب یا در حال توسعه در اشاره به کشورهای جهان سوم استفاده می‌شود.

## انتقادها
این اصطلاح مورد انتقاد تعدادی از سوسیالیست‌ها از جمله قوام نکرومه رئیس‌جمهور و رهبر جنبش استقلال‌طلب غنا و فرانتس فانون نظریه‌پرداز فرانسوی-الجزایری رو به رو شده‌است.
مائو تسه تونگ نیز در ۱۹۷۲ طبقه‌بندی دیگری را در این مورد ارائه داد. او در نظریه خود که معروف به سه جهان است، آمریکا و شوروی را به عنوان دو قدرت امپریالیستی در جهان اول قرار داده و ژاپن، اروپای غربی، کانادا و کشورهای تجدیدنظر طلب اروپای شرقی (مانند یوگسلاوی و آلبانی) را دانسته و آفریقا، آمریکای لاتین و آسیا را جهان سوم نام می‌دهد.

## در نظر عامّه
این اصطلاح در تداول عامّهٔ اواخر قرن چهاردهم هجری خورشیدی در زبان فارسی به کشورهایی با وضعیت اقتصادی ضعیف اشاره داشته‌است.
امروزه برخی ها کشور ها را برپایه کیفیت جهان بندی می کنند برای مثال عمده افراد جامعه کشورهای اروپای غربی و آمریکای شمالی را عمدتا جهان اول و کشور های آسیای شرقی و اروپای شرقی و آمریکای جنوبی و برخی کشور های عربی را جهان دوم و برخی کشور های خاورمیانه و آفریقا را جهان سوم می دانند.